# Celia Franca
Celia Franca (Londra, 25 giugno 1921 – Ottawa, 19 febbraio 2007) è stata una ballerina e coreografa britannica, fondatrice del National Ballet of Canada nel 1951 e la sua direttrice artistica per 24 anni.

## Infanzia
Franca nasce come Celia Franks a Londra in una famiglia di immigrati ebrei polacchi, figlia di un sarto della parte orientale della città. Inizia a studiare danza all'età di 4 anni ed in seguito riceve una borsa di studio alla Guildhall School of Music e alla Royal Academy of Dance. Fa il suo debutto professionale a 14 anni. Viene notata dal coreografo Walter Gore e ottiene un'audizione per la compagnia di balletto Marie Rambert nel 1936. Cambia il suo nome in Franca per emulare Alicia Marks, che aveva cambiato il suo in Alicia Markova.

## Carriera
Nel 1941, a 20 anni, viene riconosciuta come una delle migliori ballerine drammatiche nella compagnia Sadler's Wells. Nel 1947 si unisce al corpo di ballo del Metropolitan come solista e ballerina. Fu lì che cominciò a realizzare le coreografie per la televisione, creando i primi due balletti - Eve od St.Agnes e Dance of Salomé - che alla fine però non vennero commissionati dalla BBC.
Nel 1950, un gruppo di appassionati di balletto di Toronto chiese a Franca di avviare una compagnia di danza classica canadese. Donna decisa e amante delle sfide, Celia Franca fece l'impossibile in soli 10 mesi; reclutò e addestrò ballerini, organizzò concerti e una scuola estiva mentre si manteneva lavorando come impiegata presso il grande magazzino di Eaton. La sua nuova ed entusiasta impresa, The National Ballet of Canada, fu pronta per l'apertura il 12 novembre 1951.
Con Betty Oliphant fondò la National Ballet School del Canada nel 1959 e nel 1979 le fu affidata la co-direzione artistica della Scuola di danza di Ottawa assieme a Merrilee Hodgins e Joyce Shietze.
Ricoprì inoltre la carica di membro del consiglio di amministrazione dell'Università di York e del consiglio di amministrazione del Consiglio del Canada e successivamente fece parte del consiglio di amministrazione per la Canadian Dance Festival Society.
Con il balletto nazionale, rivisitò l'opera Offenbach in the Underworld (1983) e mise in scena Lo schiaccianoci.
Nel 1967 fu la prima artista del mondo della danza ad essere nominata Ufficiale dell'Ordine del Canada (elevato nel 1985 al più alto rango dell'ordine, quello di Compagno) e nel 1994 ricevette il premio Performing Arts del Governatore Generale per l'Azione Artistica di Lifetime.
È morta il 19 febbraio 2007 in un ospedale di Ottawa, all'età di 85 anni.